# Кудрявцев, Нефед Никитич
Нефед (Мефодий) Никитич Кудрявцев (ок. 1676 — 12 июля 1774) — второй казанский вице-губернатор (1727—1740), генерал-майор в отставке (1740).

## Биография
Представитель дворянского рода Кудрявцевых. Младший (третий) сын казанского воеводы, коменданта и вице-губернатора Никиты Алферовича Кудрявцева (? — 1728).
Нефед Кудрявцев начал военную службу в 1704 году в одном из драгунских полков. Под командованием фельдмаршала Б. П. Шереметева принимал участие в Северной войне со Швецией. В 1705 году получил чин вахмистра, а в 1706 году был произведен Борисом Шереметевым в поручики. Возможно, в 1709 году Нефед Никитич Кудрявцев участвовал в Полтавской битве, за что получил в награду от царя шпагу с надписью.
В 1711 году Нефед Кудрявце служил в Казани, где в это время его отец был комендантом. В том же году он участвовал военном походе русской армии под командованием казанского губернатора Петра Матвеевича Апраксина на кубанских татар. В 1712 году вместе с Матвеем Нестеровым осматривал дубовые леса на Волге, Оке и других реках, годные для постройки кораблей.
В 1718 году Нефед Кудрявцев в чине поручика был переведен в лейб-гвардии Преображенский полк. В 1722 году он принимал активное участие в персидском походе царя Петра Великого. Царь отправил его в калмыцкие улусы и поручил привести вспомогательное калмыцкое конное войско в Дагестан.
29 апреля 1727 года ещё при жизни своего отца Нефед Никитич Кудрявцев, имевший чин полковника, был назначен казанским вице-губернатором. В следующем году после смерти своего отца Нефед унаследовал его большое количество имений и поместий в Казанском, Лаишевском, Спасском и Свияжском уездах.
Нефед Кудрявцев, поддерживая казанского митрополита Сильвестра, враждовал с новым казанским губернатором Артемием Петровичем Волынским. При содействии Н. Н. Кудрявцева казанские инородцы (татары, чуваши и черемисы) подали жалобу в Сенат на губернатора А. П. Волынского, обвиняя его в вымогательства и поборах.
В июле 1728 года Верховный тайный совет поручил вице-губернатору Нефеду Кудрявцеву и капитан-командору Козлову провести расследование дело Артемия Волынского. В конце 1729 года Нефед Кудрявцев уехал из Казани в Москву, где пробыл до середины 1730 года, стараясь всячески вредить Артемию Волынскому. Казанский губернатор А. П. Волынский бы отстранен от должности и переведен в Москву. В 1730 году новым губернатором Казани был назначен граф Платон Иванович Мусин-Пушкин.
В 1733 году по распоряжению Сената казанский губернатор Мусин-Пушкин приказал арестовать Нефеда Кудрявцева вместе с женой по делу ростовского архиепископа Георгия Дашкова. Нефед Кудрявцев был женат на княжне Александре Панкратьевне Давыдовой, родной племяннице Георгия Дашкова. После допросов Нефед Кудрявцев и его жена были освобождены и вернулись в своё имение — село Каймары. В том же году он был назначен обер-комиссаром казанского адмиралтейства и получил чин бригадира.
30 октября 1740 года Нефед Никитич Кудрявцев был уволен со службы, но уже в конце ноября после отстранения от власти Бирона правительница Анна Леопольдовна пожаловала ему чин генерал-майора. Новым казанским вице-губернатором был назначен генерал-лейтенант Леонтий Яковлевич Соймонов.
В мае 1767 года Казань посетила российская императрица Екатерина Великая. Нефед Кудрявцев, которому тогда было около девяносто лет, добился встречи с императрицей и подарил ей четверку вороных лошадей из своего конезавода в Каймарах. В своих письмах из Казани к графу Н. И. Панину императрица Екатерина в шутку называла Кудрявцева «безсмертнымъ».
В июле 1774 года повстанческие войска под командованием Емельяна Пугачева подступили к Казани, грабя и разоряя окрестные поместья и имения. Одни казанские помещики организовали из своих крепостных крестьян дворянский конный легион, Некоторые из них поступили на службу в этот легион, а другие бежали из своих поместий в Казань. Престарелый Нефед Кудрявцев отправил на службу в этот дворянский легион часть своих собственных крестьян. В дворянский легион вступили его сын Яков Нефедович Кудрявцев, внук Пётр Алексеевич Татищев и правнук Пётр Петрович Татищев. 12 июля 1774 года пугачевцы захватили Казань, где беспощадно расправились с местными помещиками и дворянами. Среди убитых был и 98-летний Нефед Никитич Кудрявцев, пытавший укрыться в Богородицком монастыре. Его дом в Казани был сожжен, а имущество разграблено.

## Семья и дети
С 1726 года был женат на княжне Александре Панкратьевне Давыдовой, дочери князя Баграта (Панкратия) Хохоновича Давыдова и племяннице архиепископа Георгия. Благодаря брачному союзу получил в приданое за женой вотчины в Арзамасском, Симбирском, Верхне-Ломовском и Можайском уездах. Их дети:
- Яков Нефедович — гвардейский офицер, участник подавления Пугачевского восстания. Женат на Марии Андреевне Нармацкой, дочери Андрея Петровича Нармацкого, известного как самодур и осуждённого за разбой и изготовление фальшивых ассигнаций.
  - Яков Яковлевич — поручик, холост.
  - Надежда Яковлевна (1781—1827) — супруга статского советника Григория Петровича Дембровского (ум. 1847).
  - Вера Яковлевна (1782—1820) — супруга казанского губернатора Александра Яковлевича Жмакина.
- Анастасия (Мария) Нефедовна (1708—1737), жена генерал-аншефа Алексея Даниловича Татищева (1697—1760);
- Александра Нефедовна Кудрявцева, стала монахиней в Казанском женском монастыре.